# إلييل سويسالون سوينينن

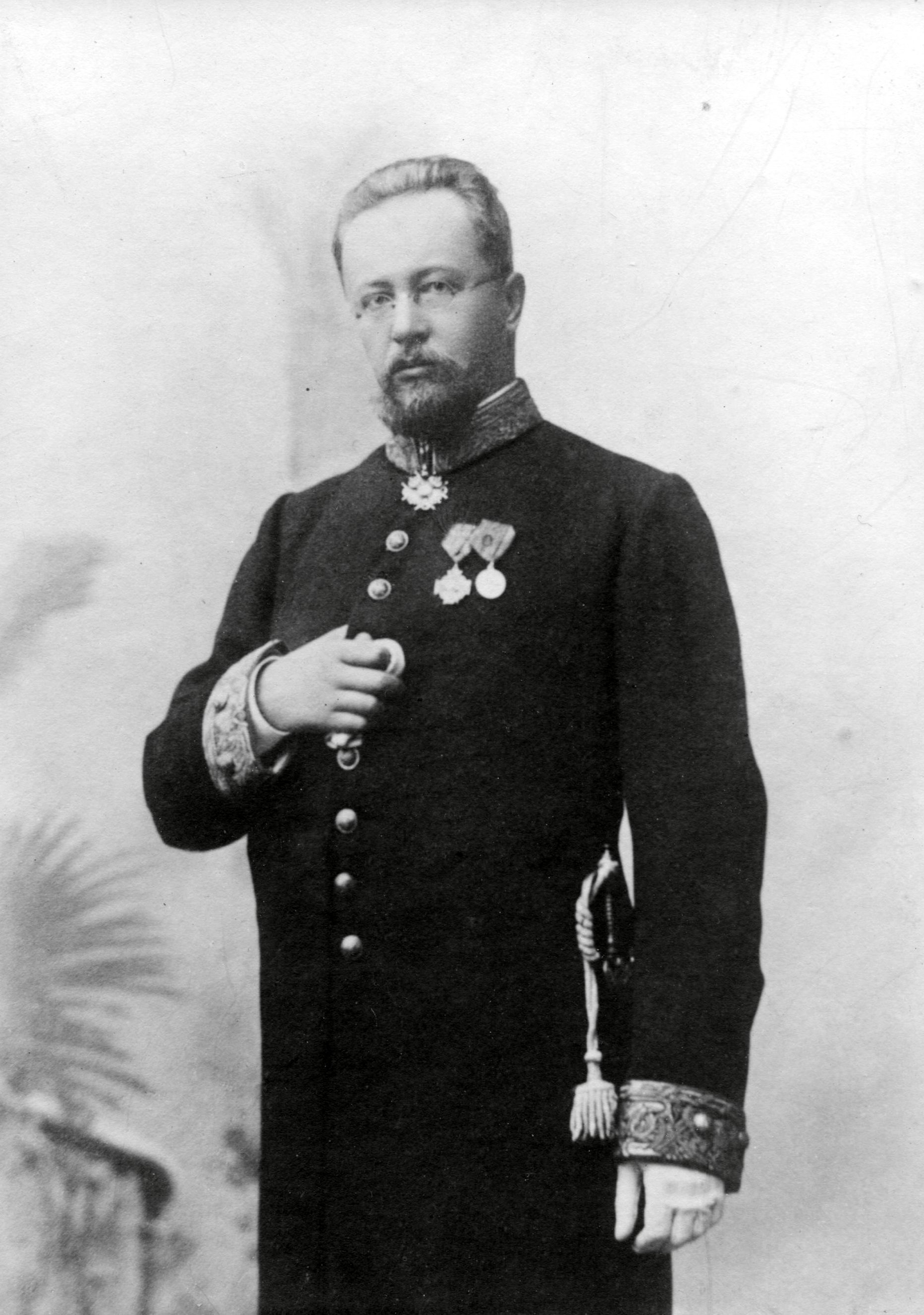
Eliel Soisalon-Soininen.

إلييل سويسالون سوينينن (Eliel Soisalon-Soininen؛ بييلسيارفي، 26 مايو 1856 - هلسنكي، 6 فبراير 1905) ، مستشار العدل الفنلندي.
تخرج من مدرسة كووبيو الثانوية (في كووبيو) يوم 5 يونيو 1875. حصل على شهادة في القانون في عام 1879. عمل في محاكم الاستئناف فيبورغ من عام 1879 ، والقاضي الاحتياطي في عام 1882. عمل سويسالون سوينينن في القسم القضائي في مجلس الشيوخ من 1900 ومستشاراً للعدل بين 1901-1905. اغتيل سويسالون سوينينن في عام 1905 عندما قام طالب شاب يـُدعى لينارت هوهنتال بقتله في شقته في هلسنكي.
عند الساعة 10:30 صباحاً، وصل شاب قوي البـُنية (هوهنتال) يرتدي زي ضابط روسي إلى شقة سويسالون سوينينن في هلسنكي. بعد أن خدع الشرطة المتمركزة بالخارج، رن هوهنتال جرس الباب ففتح الخادم (شرطي متنكر) الباب. أعطى هوهنتال الخادم بطاقة رجل أعمال نصها: ألكسندر دي غاد، الملازم دو لا غارد، سانت بترسبورغ. سأل هوهنتال إن كان يستطيع لقاء المستشار. وأوصله الخادم إلى مكتب المستشار.
عند وصول سويسالون سوينينن إلى الغرفة، سحب هوهنتال مسدساًً وأطلق ثماني طلقات رصاص على مستشار العدل، أصابت اثنتان منهم المستشار في الصدر والمعدة.
سقط مستشار العدل أرضاً. ثم دخل الخادم الغرفة وأطلق النار على القاتل. أثناء تبادل إطلاق النار بين القاتل والشرطي، جاء يوهان نجل سويسالون سوينينن ذو 17 عاماً إلى الغرفة وانضم إلى الشرطي في إطلاق النار على القاتل.
أطلق هوهنتال النار على ساق يوهان. وتلقى هوهنتال هو الآخر بعض الإصابات الطفيفة واستسلم. تم نقله إلى المستشفى تحت الحراسة.